# Ватаму (національний морський парк)
Національний морський парк і заповідник Ватаму знаходиться в Кенії. Заснований в 1968 році, один з перших морських парків Кенії. Він розташований приблизно за 140 км на північ від міста Момбаси, другого за величиною міста Кенії. Його коралові сади розташовані за 300 метрів від берега та є домом для приблизно 600 видів риб, 110 видів кам'янистих коралів і незліченної кількості безхребетних, ракоподібних і молюсків. Температура води на рифі коливається від 20°C (з червня по листопад), до 30°C — (з грудня по травень). У 1979 році парк був визнаний біосферним заповідником.

## Історія
Морський національний парк і заповідник Ватаму був створений у 1968 році разом з національним морським парком і заповідником Малінді. Їх заснував уряд Кенії. Морський парк Ватаму тепер є частиною Всесвітнього біосферного заповідника, визнаного ООН.

## Дика природа
Коралові рифи парку складають фізичну та біологічну основу території. Завдяки більш ніж 150 видам твердих і м'яких коралів, таких як мозкові корали, віялові корали та губки, він забезпечує велику кількість поживних речовин для риб. У парку налічується понад 500 видів риб, а в заповіднику — понад 1000. Тут живуть китові акули, манти, восьминоги та барракуди.
У парку Ватаму також живуть морські черепахи. Завдяки програмі спостереження за черепахами, вдалося захистити головний пляж парку, як місце гніздування морських черепах, що знаходяться під загрозою зникнення. Цей пляж патрулюється і суворо контролюється. Черепахи, що гніздяться у Ватаму, включають зелену черепаху, яструбину черепаху та оливкову черепаху. Рідлі, або оливкова, зустрічається рідкісна, але іноді з'являється на гніздування. Шкірясті черепахи не гніздяться у Ватаму чи Малінді, але під час міграції вони проходять повз прилеглі води.

## Охорона
Відбілювання коралів в морському парку Ватаму, морській охоронюваній території (MPA), відбулося між 1997 і 1998 роками. Це був єдиний найважливіший вплив на морську фауну, який спричинив високий рівень смертності коралових рифів у Малінді та Ватаму. Зазвичай відновлення змінюється і залежить від рифів, але Watamu відновлювався повільніше, ніж більшість рифів. Дослідження показали, що урбанізація та розвиток узбережжя, особливо внаслідок туризму та сільського господарства, сприяли посиленню деградації морського середовища в цьому районі. Видалення лісів і природної рослинності задля сільського господарства, вирубка мангрових лісів для будівництва та палива, а також рибальство для задоволення потреб зростаючого міського населення — все це сприяло підвищенню загроз для морських екосистем парку. Ця екосистема включає коралові рифи, мангрові ліси та морські трави. Плани землекористування мали бути включені до плану управління МОР. Заповідник і парк Ватаму є важливим місцем нересту для численних видів риб, місцем зимівлі куликів та місцем годування кількох видів морських черепах.
У парках Ватаму та Малінді місцева морська природоохоронна організація прагне захистити морське життя, особливо морських черепах, за допомогою програми прямої оплати. Програма платить місцевим рибалкам за те, щоб вони позначали та відпускали морських черепах, спійманих під час риболовлі. За кожне випускання черепах рибалки отримують компенсацію за їхній час, зусилля та потенційну шкоду знаряддям лову, таким чином формуючи стимул випускати тварин замість того, щоб їх вбивати. Після того, як рибалки відпускають черепах, вони повідомляють волонтерам Watamu Turtle Watch (WTW), які поспішають до місця висадки. Потім волонтери мають можливість виміряти та оглянути тварин, а також розмістити на них ідентифікаційні бірки, перш ніж їх повернуть на свободу. Ця програма принесла користь дослідженню звичок гніздування черепах. Крім того, центр, який керує програмою, забезпечує реабілітацію хворих черепах, має програму усиновлення черепах і вивчає соціально-економічні аспекти рибальських спільнот. Рибалкам також дозволено ловити рибу в охоронюваному заповіднику, якщо вони виловлюють лише ті види риб, які дозволені в парку, і використовують традиційні методи рибальства. Отже, в парку може існувати компроміс між економічним зростанням і збереженням навколишнього середовища.